# Stiroma bicarinata
Stiroma bicarinata är en insektsart som först beskrevs av Herrich-Schäffer 1835.  Stiroma bicarinata ingår i släktet Stiroma och familjen sporrstritar. Arten är reproducerande i Sverige. Inga underarter finns listade i Catalogue of Life.